# Kocunar
Kocunar – dzielnica Splitu, drugiego co do wielkości miasta Chorwacji. Leży na północny wschód od centrum miasta, ma 4 376 mieszkańców i 0,17 km² powierzchni.
Obszar dzielnicy Kocunar ograniczają:
- od północy – ulica Domovinskog Rata,
- od południowego wschodu – ulica Zagorski put,
- od południowego zachodu – ulica Velebitska,
- od zachodu – ulica Solinska.

Dzielnice sąsiadujące z Kocunar:
- od północy – Ravne Njive,
- od południowego wschodu – Pujanke,
- od południowego zachodu – Sućidar,
- od zachodu – Kman.